# 孔城河
孔城河，与大沙河、挂车河、龙眠河并称为菜子湖水系的四大干流，主干位于安徽省安庆市境内，因流经孔城镇而得名。上游称大关河，发源于大关镇西北部的天堂山，至尹河村纳自庐江县来的柯坦河后始称孔城河，于嬉子湖镇东侧注入白兔湖。利用孔城河修建了引江济淮菜巢线。